# Poroj (distrikt)
Poroj (bulgariska: Порой) är ett distrikt i Bulgarien.   Det ligger i kommunen Obsjtina Pomorie och regionen Burgas, i den östra delen av landet, 300 km öster om huvudstaden Sofia.
Trakten runt Poroj består till största delen av jordbruksmark. Runt Poroj är det ganska tätbefolkat, med 52 invånare per kvadratkilometer.